# Rathaus und Gefängnis (Freixo de Numão)
Das Rathaus und Gefängnis (portugiesisch Paços do Concelho e Cadeia) ist ein Gebäudeensemble in der portugiesischen Gemeinde Freixo de Numão. Er besteht aus dem Sitz der ehemaligen Kreisverwaltung und dem alten Gefängnis. Das Ensemble ist Teil der Schutzzone um den Pranger des Ortes.

## Geschichte
Einer Bezeichnung an der Ecke zufolge wurde das Gefängnis im Jahr 1601 errichtet. Das Rathaus stammt aus der ersten Hälfte des 18. Jahrhunderts. Zum Ende des Jahres 1853 wurde der Kreis Freixo de Numão aufgelöst und nach Vila Nova de Foz Côa eingegliedert. Das Rathaus verlor seine Funktion. 1867 kaufte der Pater António Joaquim da Costa das Gebäude der Câmara für 201.000 Réis.

## Beschreibung
Die Hauptfassade des Rathauses zeigt das Wappen König Johanns V. Das Gefängnis hat einen Balkon aus Granit. In der einen Ecke finden sich die Inschriften „1601“ und „HIC VERITAS REPERIETVR“.